# Lyle Bauer
Lyle Bauer (Saskatoon, 22 de agosto de 1958-Kelowna, 26 de abril de 2024) fue un jugador de fútbol canadiense profesional canadiense y ejecutivo de la Canadian Football League (CFL). Jugó como liniero ofensivo para los Winnipeg Blue Bombers de 1982 a 1991. Después de jubilarse, ocupó puestos ejecutivos en los Blue Bombers y Calgary Stampeders.
Bauer jugó fútbol americano universitario para los Weber State Wildcats antes de ser seleccionado por los Saskatchewan Roughriders en 1979. Finalmente fue eliminado de su lista y firmó con los Winnipeg Blue Bombers en 1982, cuando hizo su debut en la CFL. Formó parte de los equipos ganadores de la Grey Cup de la franquicia en 1984, 1988 y 1990. Se retiró después de la temporada de 1991 y posteriormente trabajó como subdirector general de los Blue Bombers de 1992 a 1995. Después de aprovechar otras oportunidades comerciales durante cinco años, regresó a los Blue Bombers en 2000 como presidente y director ejecutivo, desempeñando un papel clave para sacar al equipo de problemas financieros. Posteriormente se desempeñó como presidente y director de operaciones de Calgary Stampeders de 2010 a 2013. Fuera del fútbol, Bauer se destacó por establecer la Fundación Never Alone para ayudar a las personas con cáncer y sus familias, después de sobrevivir a un cáncer de garganta en etapa cuatro en 2004.

## Primeros años de vida
Bauer nació en Saskatoon, Saskatchewan, el 22 de agosto de 1958. Su padre trabajaba como bombero; su madre era ama de casa. Asistió a Mount Royal Collegiate en su ciudad natal. Luego estudió administración de empresas en los Estados Unidos con una beca deportiva en la Universidad Estatal Weber en Ogden, Utah, donde jugó fútbol americano universitario para los Wildcats como guard y center. Bauer fue seleccionado por los Saskatchewan Roughriders en la quinta ronda del draft de la CFL de 1979. Posteriormente firmó con el equipo a mediados de abril de ese mismo año.

## Carrera como jugador
Durante su breve paso por los Roughriders, Bauer fue eliminado de su lista dos veces. Jugó para los Saskatchewan Huskies durante la temporada de 1981 entre esos cortes, antes de firmar con los Winnipeg Blue Bombers en marzo de 1982 y debutar con la franquicia esa temporada. En abril de 1984, amplió su contrato con los Blue Bombers, que ganaron la Grey Cup ese año. La temporada de 1985 de Bauer se vio interrumpida debido a una rotura de ligamentos de la rodilla, que sufrió en la victoria por 31-10 contra los BC Lions el 11 de octubre.
Bauer fue nombrado el liniero más destacado de los Blue Bombers en 1988, a pesar de ser parte de las cinco tacleadas iniciales de la franquicia que concedieron 67 capturas, la segunda peor de la liga. Dos años más tarde, fue honrado como un All-Star de la división. Fue miembro de los equipos ganadores de los Blue Bombers de la Grey Cup en 1988 y 1990. Bauer fue incluido en el Salón de la Fama de los Blue Bombers en 1998.

## Carrera ejecutiva
Al retirarse del fútbol profesional después de la temporada de 1991, Bauer fue nombrado subdirector general de los Blue Bombers. Ocupó este cargo durante tres años antes de dejar el cargo para dedicarse a otros emprendimientos comerciales, lo que lo llevó a mudarse a Calgary para convertirse en gerente general de AgPro Grain. Posteriormente, los Blue Bombers lo volvieron a contratar como presidente y director ejecutivo en febrero de 2000. En el momento de su regreso, el equipo languidecía en una deuda financiera de aproximadamente 5,45 millones de dólares canadienses. Bajo el liderazgo de Bauer, los Blue Bombers pudieron reducir inicialmente su deuda a 300 000 dólares, antes de terminar con un saldo positivo de unos 5 millones de dólares canadienses al final de su mandato. También jugó un papel decisivo en la obtención de los derechos de hospedaje de Winnipeg en la Grey Cup de 2006. Bauer renunció a sus funciones en la franquicia el 17 de diciembre de 2009. Durante su carrera ejecutiva, los Blue Bombers jugaron la Grey Cup cuatro veces (1992, 1993, 2001 y 2007).
En enero de 2010, los Calgary Stampeders anunciaron que Bauer sería su nuevo director de operaciones y presidente. Ocupó estos cargos durante tres años antes de dimitir en enero de 2013. Citó el cambio de propietario del equipo como motivo de su salida, subrayando que no estaba relacionado con su salud.

## Vida personal
Bauer estuvo casado con Heidi durante más de cuatro décadas hasta su muerte. Se conocieron mientras estudiaban en Weber State. Juntos tuvieron tres hijos: Danni, Brodie y Wesley. Residió cerca de Slocan Lake, Columbia Británica, durante sus últimos años, y mantuvo una casa de invierno en St. George, Utah.
En diciembre de 2004, a Bauer le diagnosticaron cáncer de garganta en etapa cuatro, a pesar de que nunca fumó ni masticó tabaco. Se sometió a 28 sesiones de radioterapia y quimioterapia hasta febrero del año siguiente, y continuó asistiendo a las reuniones de la CFL a pesar de no poder hablar. Aunque los médicos le habían dado a Bauer sólo unos meses de vida, finalmente entró en remisión completa. En consecuencia, estableció la Fundación Never Alone en 2006, con el fin de brindar apoyo a los afectados por el cáncer y a sus familias. En 2016, la organización benéfica había recaudado más de 1 millón de dólares canadienses para numerosos programas contra el cáncer. La batalla de Bauer contra el cáncer también inspiró a su hijo Wesley a recorrer en bicicleta todo el país desde Victoria, Columbia Británica, hasta Saint John, Nuevo Brunswick, durante tres meses para crear conciencia sobre el cáncer y recaudar dinero para la fundación.
Bauer murió el 26 de abril de 2024 en Kelowna. Tenía 65 años y fue hospitalizado con una infección en las semanas previas a su muerte.